# Xenorhabdus nematophilus
Xenorhabdus nematophilus (Xenorhabdus nematophila corrig. (Poinar & Thomas 1965) Thomas & Poinar 1979) is een staafvormige, gram-negatieve bacterie met peritriche flagellen behorend tot de familie Enterobacteriaceae. De bacterie leeft als een mutualistische symbiont in entomopathogene rondwormen van het geslacht Steinernema, waartoe Steinernema feltiae, Steinernema glaseri en Steinernema carpocapsae behoren.

Bouw van een gramnegatieve celwand

Gramnegatieve cellen hebben buiten het celmembraan een heel dunne peptidoglycaanlaag zitten. Buiten de dunne peptidoglycaanlaag zit nog een tweede membraan. Dat buitenmembraan bevat lipopolysacchariden, die de cel een extra bescherming bieden door de endotoxinen. Het celmembraan vormt door onregelmatige uitstulpingen blaasjes met toxische eiwitten om de bacterie te beschermen tegen de afbraakenzymen van de gastheer. Xenorhabdus nematophilus scheidt de inhoud van de blaasjes uit in het groeimedium, dat bestaat uit insecticiden, antimicrobiële stoffen en afbraakenzymen.
Hoewel nooit vrijlevende vormen van Xenorhabdus nematophilus buiten de entomopathogene rondwormgastheer zijn geïsoleerd, zijn de voordelen voor de bacteriën nog onbekend. Er is echter aangetoond dat de entomopathogene rondworm zich niet in de gastheer kan vestigen zonder de hulp van de bacteriën.
De driepartije Xenorhabdus-rondworm-insect interactie vertegenwoordigt een modelsysteem waarin zowel mutualisme als pathogene (ziekmakende) processen in een bacteriesoort kunnen worden bestudeerd. In het laboratorium zijn sommige direct in de gastheer geïnjecteerde Xenorhabdus-soorten virulent in de gastheer, terwijl andere Xenorhabdus-soorten de infectieuze larve nodig hebben om het insect binnen te kunnen dringen.

## Levenscyclus
1. In de rondworm zitten de Xenorhabdus nematophilus-bacteriën in een reservoir in een gespecialiseerd gebied van het spijsverteringskanaal.
2. De 0,4 tot 1,5 mm lange, infectieuze L2-larven (L2=tweede larvale stadium) dringen de lichaamsholte van de insectenlarve of het insect binnen, meestal via natuurlijke lichaamsopeningen (mond, anus, ademopeningen) of via gebieden met een dunne cuticula.
3. De bacteriën worden uitgespuugd in de hemolymfe van het insect, waar ze het afweersysteem van het insect overwinnen en tal van virulentiefactoren produceren, zoals hemolysine en cytotoxine. Ze nemen deel aan het onderdrukken van de immuniteit van insecten en het doden van de gastheer. De infectieuze larven spugen ook een complexe cocktail van eiwitten uit, dat uit 472 verschillende eiwitten bestaan, waarvan vele proteasen zijn. De gastheer wordt meestal binnen 24 - 48 uur gedood.
4. De bacteriën vermenigvuldigen zich snel in de dode gastheer en produceren verschillende antimicrobiële stoffen, die de groei van antagonistische micro-organismen onderdrukken. De bacteriën scheiden ook een reeks enzymen uit, die de afbraak van de weefsels stimuleren. In de dode gastheer vinden een tot meerdere generaties rondwormen plaats.
5. Wanneer er veel rondwormen aanwezig zijn en voedingsstoffen beginnen op te raken, worden in de dode gastheer infectieuze larven gevormd, die in de grond op zoek gaan naar nieuwe gastheren. De infectieuze larven hebben een vernauwde farynx, de dubbele dikte van een normale cuticula en een toename van lipidedruppeltjes in hun cytoplasma. Hun mond en anus zijn afgesloten. Wanneer een infectieuze larve een geschikte gastheer tegenkomt zwelt de kop op, opent zijn mond en zet het spijsverteringskanaal uit.[5]

## Reguleringsmodel van mutualisme en pathogeniteit
Het CpxR-gen bevordert de beweeglijkheid, de lipase-activiteit en beïnvloedt de kolonisatie van de bacterie in de rondworm, mogelijk door bevordering van de transcriptie of opheffing van de repressie van de genen lrhA en nilA, nilB en nilC. Onderdrukking van de productie van protease- en hemolysine (breekt celwanden af) door CpxR kan worden toegeschreven aan transcriptionele repressie van prtA en xaxA. CpxR onderdrukt ook mrxA.